# Malý Stolec
Malý Stolec je přírodní památka na východním okraji Stráže nad Ohří v okrese Karlovy Vary v Karlovarském kraji. Nachází se na jižním úbočí částečně odtěženého vrchu na okraji Doupovských hor. Předmětem ochrany jsou geologické útvary s výskytem charakteristických druhů organismů.

## Historie
V těsném sousedství chráněné lokality se nachází aktivní lom, ve kterém se těží neovulkanické horniny určené na výrobu silničního štěrku. Chráněné území vyhlásil Krajský úřad Karlovarského kraje v kategorii přírodní památka s účinností od 20. prosince 2016.

## Přírodní poměry
Přírodní památka s rozlohou 5,95 hektaru se nachází v katastrálním území Stráž nad Ohří. Leží v Doupovských horách v nadmořské výšce 349–453 metrů. Malý Stolec je součástí ptačí oblasti Doupovské hory. Téměř celé území patří k evropsky významné lokalitě Doupovské hory, ale necelé jedno procento spadá do evropsky významné lokality Hradiště.
Návrší nad Stráží je bývalým samostatným vulkánem v Doupovských horách. Lom těží těleso přívodního kanálu, které je tvořeno hrubozrnnými aglomerátovými tufy, v nichž jsou patrné xenolity podložního krystalinika. Do přívodního kanálu navíc pronikl lávový výlev, který vytvořil žilné těleso. Okraje přívodní dráhy, tvořené olivinickým nefelinitem, jsou zvětralé sloupcovou odlučností.
V geomorfologickém členění Česka přírodní památka leží v Doupovských horách, konkrétně v jejich okrsku Jehličenská hornatina. Vulkanické těleso má charakter hřbetu. Z půdních typů se na úbočí kopce vyvinul ranker kambický. Podél jižního okraje chráněného území protéká potok, který se vzápětí vlévá do Ohře.
V rámci Quittovy klasifikace podnebí se přírodní památka nachází v mírně chladné oblasti MT7, pro kterou jsou typické průměrné teploty −3 až −4 °C v lednu a 16–17 °C v červenci. Roční úhrn srážek dosahuje 600–750 milimetrů, počet letních dnů je dvacet až třicet a počet mrazových dnů se pohybuje od 130 do 160.